# 犹太广场
犹太广场 (德语: Judenplatz)是奥地利维也纳的一个广场，位于内城区（第1区）。在中世纪，这里是维也纳犹太人社区的中心。它紧靠 Am Hof 广场、操场和维普林格大街（Wipplingerstraße）。
这个地方集中体现了这座城市的犹太人社区的悠久而多变故的历史。在广场地下可以看到考古发掘的中世纪犹太会堂。在广场周围有两件雕塑作品，都与犹太人历史有关。其中一件是戈特霍尔德·埃弗拉伊姆·莱辛的雕像，另一件是奥地利犹太人大屠杀受害者的纪念碑，该项目是基于西蒙·维森塔尔，于2000年揭幕，由英国艺术家 Rachel Whiteread 创作。这是一个钢筋混凝土的立方体，类似于一个图书馆。
奥地利最高行政法院坐落在广场上。

## 历史

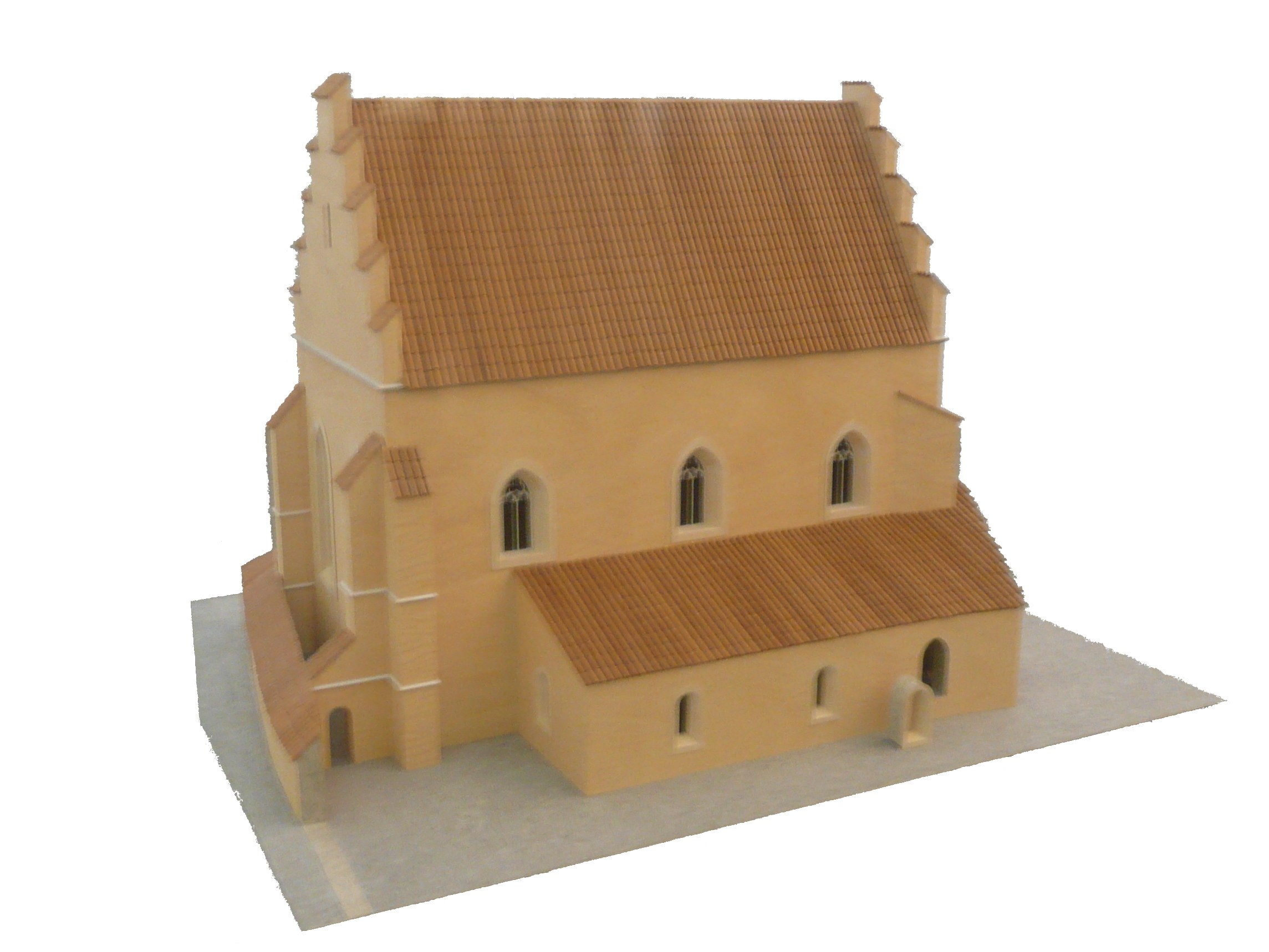
犹太广场的犹太会堂模型